# Bistum Cuauhtémoc-Madera
Das Bistum Cuauhtémoc-Madera (lateinisch: Dioecesis Cuauhtemocensis-Materiensis, spanisch: Diócesis de Cuauhtémoc-Madera) ist eine in Mexiko gelegene römisch-katholische Diözese mit Sitz in Cuauhtémoc.

## Geschichte
Das Bistum Cuauhtémoc-Madera wurde am 25. April 1966 durch Papst Paul VI. mit der Apostolischen Konstitution In Christi similitudinem aus Gebietsabtretungen des Erzbistums Chihuahua sowie der Bistümer Ciudad Juárez und Ciudad Obregón als Territorialprälatur Madera errichtet. Am 17. November 1995 wurde die Territorialprälatur Madera durch Papst Johannes Paul II. mit der Apostolischen Konstitution Cum praelatura zum Bistum erhoben und in Bistum Cuauhtémoc-Madera umbenannt.
Das Bistum Cuauhtémoc-Madera ist dem Erzbistum Chihuahua als Suffraganbistum unterstellt.

## Ordinarien

### Prälaten von Madera
- Justo Goizueta Gridilla OAR, 1970–1988
- Renato Ascencio León, 1988–1994, dann Bischof von Ciudad Juárez

### Bischöfe von Cuauhtémoc-Madera
- Juan Guillermo López Soto, 1995–2021
- Jesús Omar Alemán Chávez, seit 2022